# Licent
Licent var en 1719 införd tilläggsavgift till den vanliga tullen, bestämd att av ständerna att disponernas för rikets gäld. Dessutom fanns extra licent.
En ny licent pålades 1770. 1782 upphörde den allmänna licenten, men förhöjningslicenten kvarstod, vilken Järnkontoret ägde uppbära av vissa med främmande fartyg utförda järnvaror. 1797 pålades en annan licent till handelns skydd och konvojkostnad. Denna skildes från tulltaxan 1799 och kvarstod till 1857 som handels- och sjöfartsavgift.